# Отпетые мошенники (фильм, 2008)
«Отпетые мошенники» (англ. Cash, в ряде рекламных материалов — Ca$h) — кинофильм, комедийный боевик режиссёра Эрика Беснарда. Мировая премьера состоялась 23 апреля 2008 года (в России — 7 августа 2008).

## Сюжет
Главная заповедь мошенника — не влезать в драку, особенно с теми, кто вооружён. Солаль забыл об этом правиле и поплатился жизнью — его убил человек, пострадавший от его аферы. На этом бы дело и кончилось, но у Солаля остался брат: Кэш. И он решил отомстить, разработав аферу высокого полёта. Удачливый аферист Кэш «на крючке» у полиции — прослушка, слежение, фотографии. Но лейтенант Джулия Молина, которая занимается его делом, ведет свою игру. Ей хочется занять место главы полиции, а для этого Молине необходимо поймать «крупную рыбу». Кэш совершает аферу с фальшивыми евро и его преследуют покупатели. Молина заставляет его работать на себя. Кэш приводит её на благотворительный аукцион к известному жулику Максиму, который недавно вернулся в Париж и кого теперь ищет вся полиция. Молину и Кэша надувают. Теперь Максим планирует супер-кражу партии неучтенных бриллиантов на 12 миллионов евро и предлагает Кэшу 10 %. Загородный VIP отель-дворец "Grand-Hotel du Cap-Ferrat A Four Seasons", бриллианты в сейфе, полиция на хвосте, а у каждого свои интересы.

## В ролях
- Жан Рено — Максим Дюпри
- Жан Дюжарден — Кэш
- Валерия Голино — лейтенант интерпола Джулия Молино
- Алис Тальони — Гаранс
- Франсуа Берлеан — Франсуа
- Жослин Киврен — Лебрюн
- Каролин Пруст — Лиа
- Мехди Неббу — Винсент
- Эрик Эбони — Леталлис
- Киаран Хайндс — Берньюс начальник Джулии Молино, глава парижского отделения интерпола
- Кловис Корнийяк – Солал Марикур, брат Кеша
- Самир Гусми – Фред
- Сирл Кото – Микки
- Юбер Сент-Макар – Леблан
- Кристиан Гел – Лардье
- Джо Шеридан – Финли, сотрудник интерпола, конкурент Джулии
- Роже Дюма – Элиль
- Кристиан Эриксон - Крюгер
- Клаудия Тагбо - Секретарь № 1